# Contos da Penumbra e do Invisível
Contos da Penumbra e do Invisível é uma coletânea de contos de horror e ficção científica de Arthur Conan Doyle, que criou Sherlock Holmes e o Professor Challenger (de O Mundo Perdido).
As histórias reunidas tem temática semelhante à de Edgar Allan Poe.

## As Histórias

### Lote 249
Um jovem universitário utiliza seus conhecimentos de magia e um pergaminho recém-descoberto para trazer de volta a vida uma múmia que comprou e usa-a para se vingar de seus desafetos na escola.
O conto foi levado para o cinema com uma das três histórias do filme Contos da Escuridão.

## Outras Obras De Doyle
Conan Doyle publicou também:
- Contos de Piratas
- Contos de Guerra e de Boxe